# ایمونوگلوبولین ئی

هر پادتن به یک آنتی‌ژن مخصوص متصل می‌شود. مثل اثر متقابل قفل و کلید

ایمونوگلوبولین ئی با نام اختصاری Ig E، یکی از زیرگونه‌های پادتن در پستانداران است. این پادتن در پلاسماسل‌ها تولید می‌شود و باعث بروز واکنش‌های آلرژیک می‌شود. تولید Ig E با الل‌های ویژهٔ MHC 2، به‌خصوص در قسمت DR ارتباط دارد.

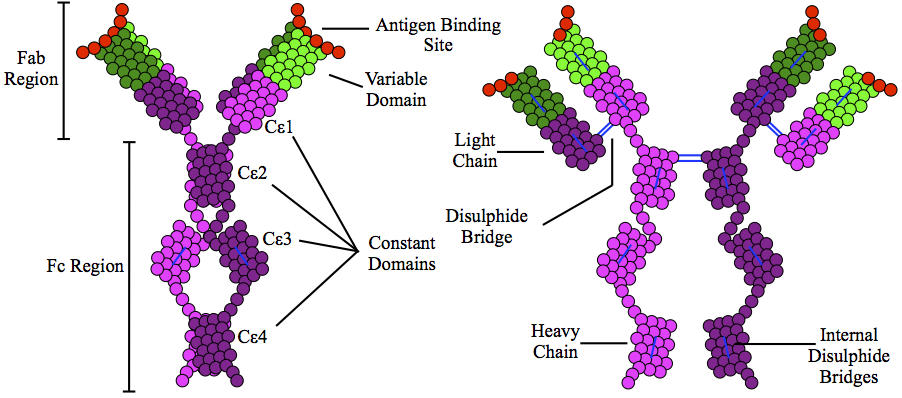
The structure of the IgE antibody

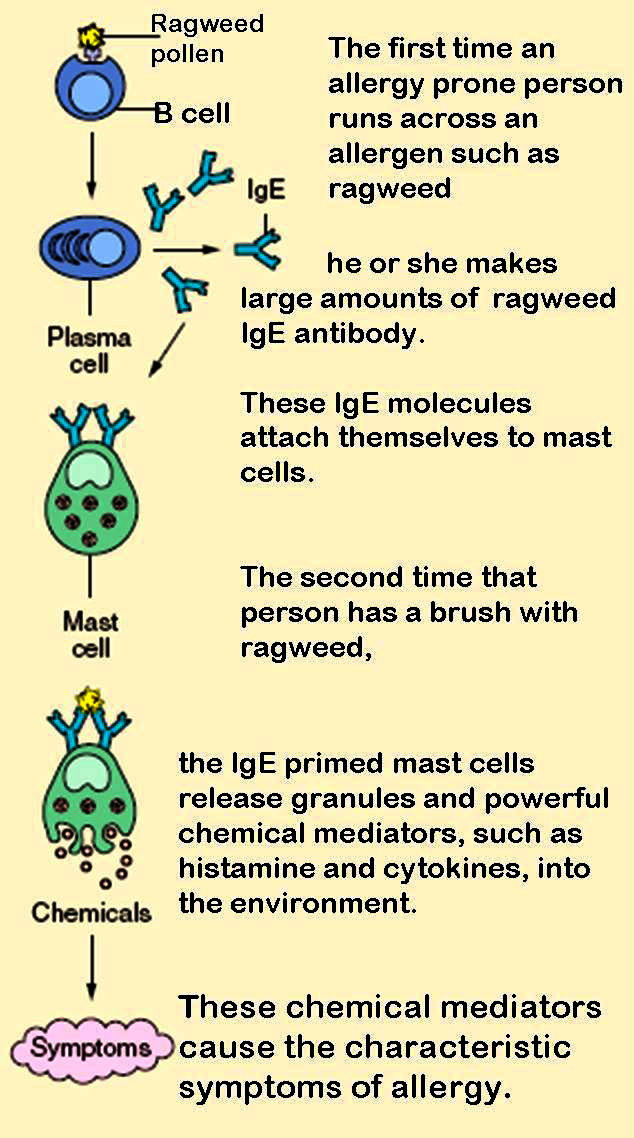
The role of mast cells in the development of allergy.

Degranulation processes 1 - antigen; 2 - IgE antibody; 3 - FcεRI receptor; 4 - preformed mediators (histamine, proteases, chemokines, heparin); 5 - granules; 6 - mast cell; 7 - newly formed mediators (prostaglandins, leukotrienes, thromboxanes, PAF)

## انواع
پادتن‌ها بر اساس ویژگی‌های فیزیکی، شیمیایی و ایمونولوژیکی تقسیم‌بندی می‌شوند:
1. ایمونوگلوبولین ای
2. ایمونوگلوبولین دی
3. ایمونوگلوبولین ئی
4. ایمونوگلوبولین ام
5. ایمونوگلوبولین جی